# Golaghat (dystrykt)
Golaghat district (asamski গোলাঘাট জিলা) – jeden z dystryktów w indyjskim stanie Asam. Dystrykt powstał w roku 1987. Stolica dystryktu jest ulokowana w mieście, od którego pochodzi nazwa dystryktu, czyli Golaghat. Powierzchnia, którą zajmuje dystrykt, to 3502 km² i średnio jest on ulokowany na wysokości 100 m nad poziomem morza. Liczba mieszkańców według spisu z roku 2001 wyniosła 946 279, z czego w podziale na wyznawane religie przedstawiało się to następująco: hindusi – 813 263, muzułmanie – 74 808 (7,9%), a także chrześcijanie – 52 277. Na terenie dystryktu położony jest Park Narodowy Kaziranga. Z dystryktem Golaghat było związanych wielu wybitnych literatów indyjskich, którzy mieli istotny wkład w kulturę Asamu. Najbardziej znanym z nich jest XIX-wieczny twórca Hemchandra Barua, autor pierwszego słownika etymologicznego języka assamskiego Hemkosh.

## Geografia

### Położenie
Dystrykt Golaghat jest ograniczony przez rzekę Brahmaputra od północy, od południa przez stan Nagaland, od wschodu przez dystrykt Jorhat oraz od zachodu przez dystrykty: Karbi Anglong i Nagaon. Przez dystrykt przepływa rzeka Dhansiri, która ma źródło u podnóża góry Laisang w paśmie Nagaland. Przepływa dystans około 352 km z południa na północ, zanim wpadnie do rzeki Brahmaputra. Powierzchnia dorzecza Dhansiri to około 1220 km², a należą do niego takie dopływy jak: Doyang, Nambor, Doigrung oraz Kalioni. Druga z większych rzek przepływających przez dystrykt Kakodonga stanowi naturalną granicę pomiędzy dystryktami Golaghat oraz Jorhat. Pozostałe wyróżniające się rzeki to Doyang oraz Gelabil i Dipholu.

### Klimat
Klimat jest tropikalny z gorącą i wilgotną pogodą przeważającą przez większą część lata oraz miesięcy monsunowych. Średnia suma opadów w tym czasie wynosi 1300 mm. Największe opady występują w czerwcu i lipcu, wtedy temperatura maksymalna wzrasta do 38 °C. Najzimniej jest w grudniu, ze średnią temperaturą 10 °C.

## Historia
Nazwa ‘Golaghat’ wywodzi się prawdopodobnie od targowisk tworzonych w XIX wieku przez kupców pochodzących z ludności ‘Marwari’ (której korzenie wywodzą się aż ze stanu Radżastan) na brzegu rzeki Dhansiri, w okolicach stolicy dystryktu. W ich języku „Gola” oznacza właśnie targ, natomiast „Ghat” oznacza port rzeczny.
Napisy na skałach w miejscowości Nagajari Khanikar, pozostałości fortyfikacji, ruiny budowli ceglanych, pomniki, świątynie i zbiorniki nawadniające – wszystko to, to ślady IX- wiecznego królestwa położonego w dolinie Doyang-Dhansiri. Po przejęciu władzy nad tymi terenami przez Brytyjczyków zostały one włączone (1846) w skład ówczesnego dystryktu Sibsagar. Od 15 sierpnia 1987 Golaghat istnieje jako niezależny dystrykt w stanie Asam.

## Gospodarka
Gospodarka dystryktu Golaghat jest oparta w większości na rolnictwie. Herbata, ryż oraz trzcina cukrowa stanowią główne źródła produkcji rolniczej, aczkolwiek to herbata ma największy udział w całości. Na terenie dystryktu znajdują się 63 duże uprawy herbaty, które produkują około 20 000 ton herbaty rocznie. Co więcej, zauważalny jest wzrost małych upraw herbaty, która przynosi dużo większy dochód od pozostałych gałęzi rolnictwa. Przyciąga to także bezrobotną część społeczeństwa do zajęcia się tą właśnie dziedziną gospodarki. W rejonie hoduje się także jedwabniki oraz uprawia agar.
Oprócz rolnictwa, w dystrykcie ulokowana jest także rafineria, położona w mieście Numaligarh, która przetwarza rocznie około 3 milionów ton ropy naftowej. Rafineria jest stosunkowo nowym przedsięwzięciem, gdyż powstała w roku 2000 i jest wyposażona w najnowsze osiągnięcia techniki w tej dziedzinie.